# Міський стадіон (Брно)
Міський футбольний стадіон Србска (чеськ. Městský fotbalový stadion Srbská) — футбольний стадіон у Брно, Чехія, домашня арена ФК «Збройовка».
Стадіон побудований та відкритий 1949 року. У 2001 та 2015 роках реконструйований. Потужність становить 12 550 глядачів.